# Lijst van Amerikaanse eilanden naar grootte

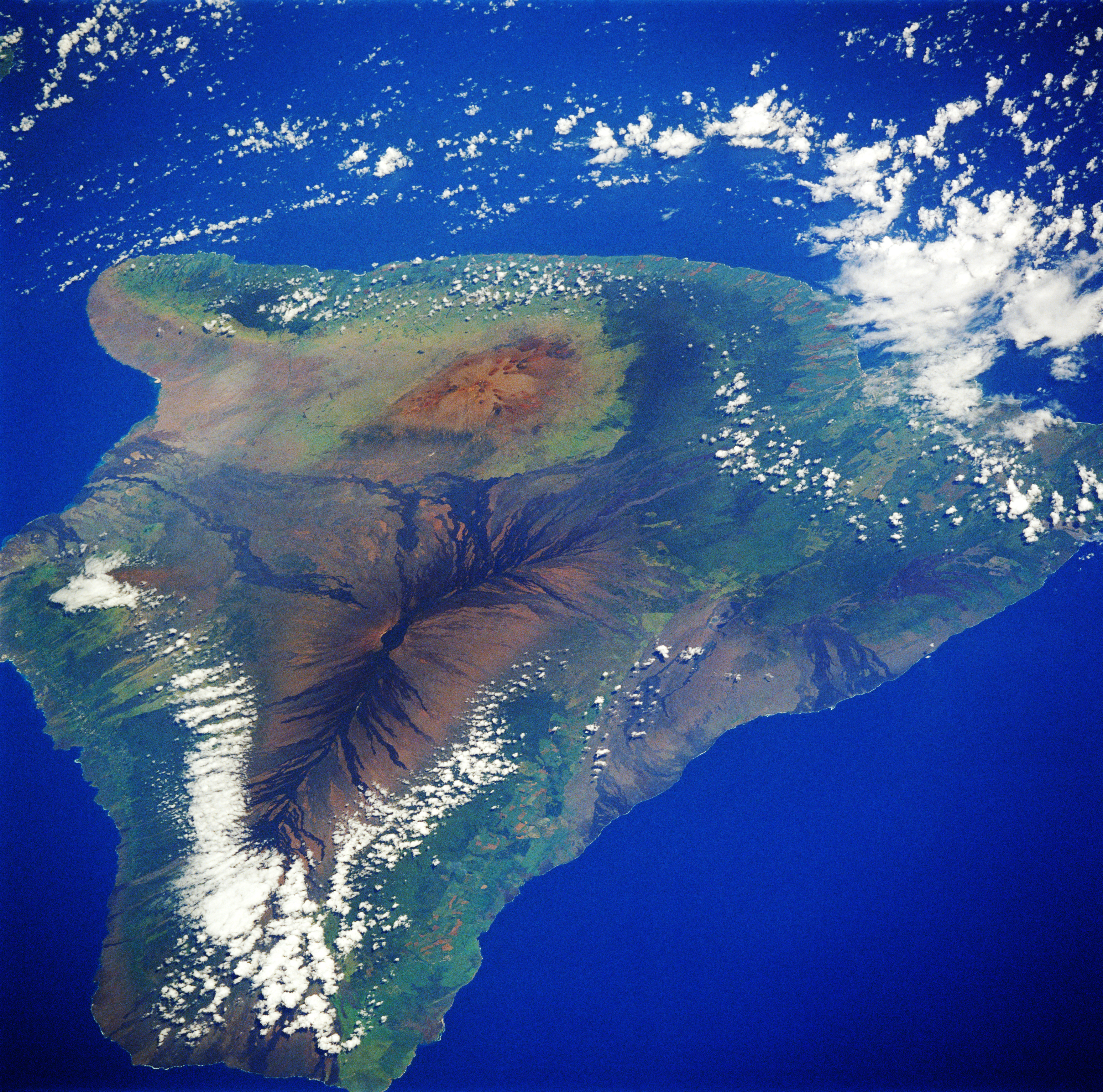
Het eiland Hawaï

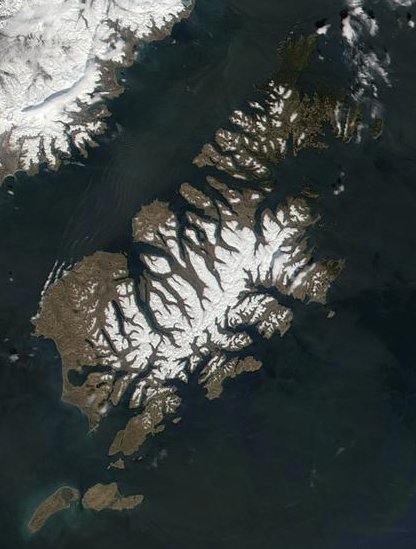
Kodiak Island op satellietfoto

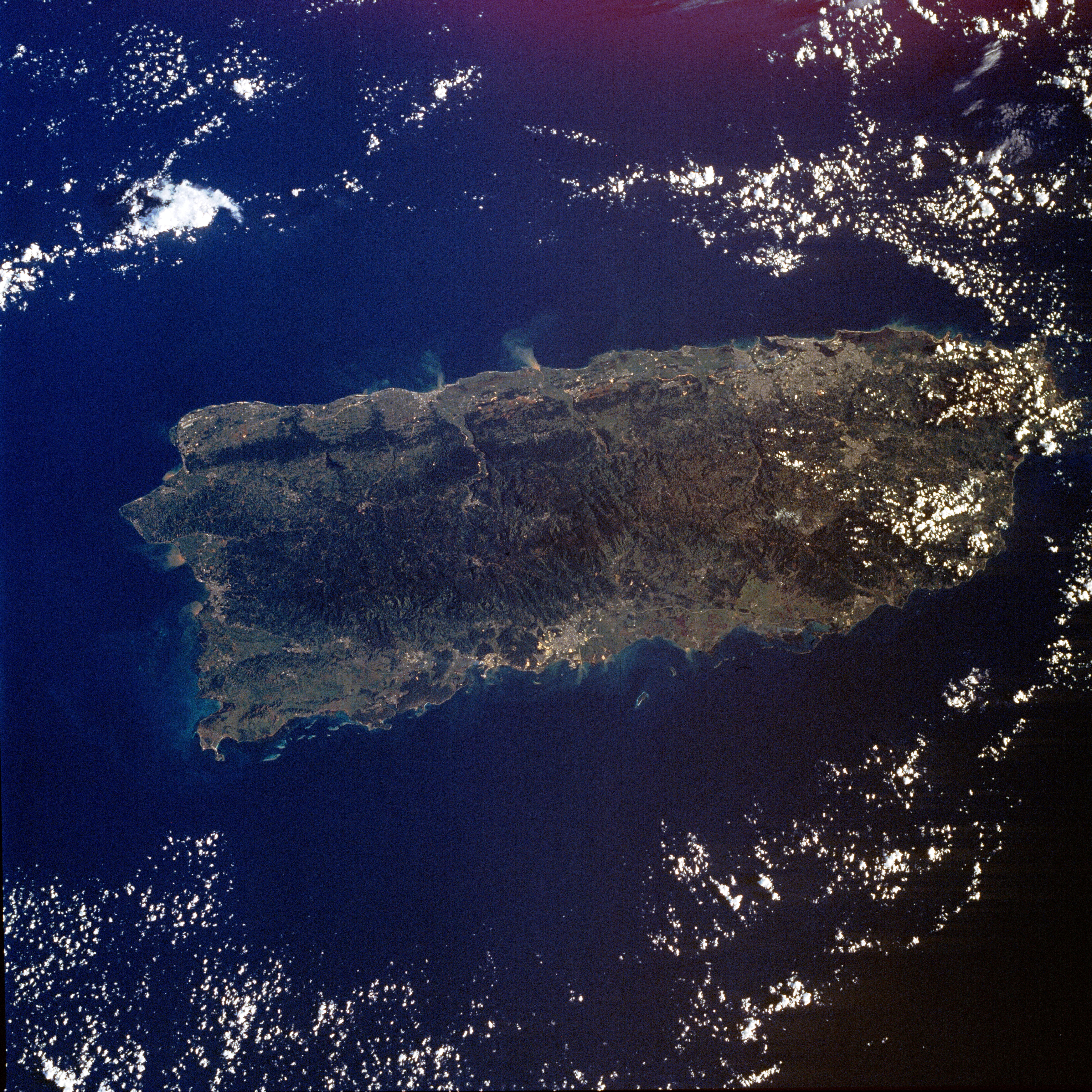
Puerto Rico is een unincorporated territory van de Verenigde Staten, gelegen in het oostelijk deel van de Caribische Zee.

Dit is een lijst van eilanden van de Verenigde Staten naar oppervlakte. Het grootste eiland van de Verenigde Staten is Hawaï. Veel grote Amerikaanse eilanden behoren tot de staat Alaska.

## Lijst
| #  | Naam                   | Oppervlakte (km²) | Staat of territorium        | Bevolking (2010 of 2000) |
| -- | ---------------------- | ----------------- | --------------------------- | ------------------------ |
| 1  | Hawaï (Big Island)     | 10.433            | Hawaï                       | 185.079                  |
| 2  | Kodiak Island          | 9.293             | Alaska                      | 13.592                   |
| 3  | Puerto Rico            | 9.104             | Puerto Rico                 | 3.725.789                |
| 4  | Prince of Wales Island | 6.675             | Alaska                      | 5.559                    |
| 5  | Chichagof Island       | 5.388             | Alaska                      | 1.342                    |
| 6  | St. Lawrence Island    | 5.135             | Alaska                      | 1.352                    |
| 7  | Admiralty Island       | 4.362             | Alaska                      | 650                      |
| 8  | Nunivak Island         | 4.209             | Alaska                      | 191                      |
| 9  | Unimak Island          | 4.119             | Alaska                      | 35                       |
| 10 | Baranof Island         | 4.065             | Alaska                      | 8.532                    |
| 11 | Long Island            | 3.629             | New York                    | 7.568.304                |
| 12 | Revillagigedo Island   | 2.965             | Alaska                      | 13.477                   |
| 13 | Kupreanof Island       | 2.813             | Alaska                      | 584                      |
| 14 | Unalaska Island        | 2.722             | Alaska                      | 1.759                    |
| 15 | Nelson Island          | 2.183             | Alaska                      | 1.197                    |
| 16 | Kuiu Island            | 1.962             | Alaska                      | 10                       |
| 17 | Maui                   | 1.883             | Hawaï                       | 144.444                  |
| 18 | Afognak                | 1.809             | Alaska                      | 169                      |
| 19 | Umnak                  | 1.793             | Alaska                      | 39                       |
| 20 | Oahu                   | 1.545             | Hawaï                       | 953.207                  |
| 21 | Kauai                  | 1.430             | Hawaï                       | 67.091                   |
| 22 | Atka Island            | 1.061             | Alaska                      | 61                       |
| 23 | Attu Island            | 896               | Alaska                      | 0                        |
| 24 | Etolin Island          | 870               | Alaska                      | 15                       |
| 25 | Montague Island        | 790               | Alaska                      | 0                        |
| 26 | Adak Island            | 725               | Alaska                      | 326                      |
| 27 | Molokai                | 673               | Hawaï                       | 7.345                    |
| 28 | Dall Island            | 655               | Alaska                      | 20                       |
| 29 | Wrangell Island        | 560               | Alaska                      | 2.365                    |
| 30 | Mitkof Island          | 546               | Alaska                      | 3.833                    |
| 31 | Padre Island           | 542               | Texas                       | 2.816                    |
| 32 | Guam                   | 541               | Guam                        | 154.805                  |
| 33 | Isle Royale            | 534               | Michigan                    | 0                        |
| 34 | Tanaga Island          | 529               | Alaska                      | 0                        |
| 35 | Zarembo Island         | 478               | Alaska                      | 0                        |
| 36 | Unga Island            | 461               | Alaska                      | 0                        |
| 37 | Amlia                  | 459               | Alaska                      | 0                        |
| 38 | Hinchinbrook Island    | 445               | Alaska                      | 5                        |
| 39 | Kosciusko Island       | 438               | Alaska                      | 52                       |
| 40 | Whidbey Island         | 437               | Washington                  | 58.211                   |
| 41 | Kruzof Island          | 435               | Alaska                      | 0                        |
| 42 | Kanaga Island          | 369               | Alaska                      | 0                        |
| 43 | Lānaʻi                 | 364               | Hawaï                       | 3.193                    |
| 44 | St. Matthew Island     | 354               | Alaska                      | 0                        |
| 45 | Annette Island         | 342               | Alaska                      | 1.447                    |
| 46 | Akutan Island          | 334               | Alaska                      | 713                      |
| 47 | Drummond Island        | 324               | Michigan                    | 1.058                    |
| 48 | Hagemeister Island     | 312               | Alaska                      | 0                        |
| 49 | Nagai Island           | 310               | Alaska                      | 0                        |
| 50 | Amchitka               | 309               | Alaska                      | 0                        |
| 51 | Sitkalidak Island      | 309               | Alaska                      | 0                        |
| 52 | Mount Desert Island    | 280               | Maine                       | 10.424                   |
| 53 | Kiska                  | 278               | Alaska                      | 0                        |
| 54 | Knight Island          | 260               | Alaska                      | 0                        |
| 55 | Marsh Island           | 259               | Louisiana                   | 0                        |
| 56 | Santa Cruz Island      | 254               | Californië                  | 2                        |
| 57 | Gravina Island         | 245               | Alaska                      | 50                       |
| 58 | Martha's Vineyard      | 236               | Massachusetts               | 14.901                   |
| 59 | Agattu                 | 234               | Alaska                      | 0                        |
| 60 | Semisopochnoi Island   | 224               | Alaska                      | 0                        |
| 61 | Johns Island           | 217               | South Carolina              | 11.477                   |
| 62 | Seguam Island          | 215               | Alaska                      | 1                        |
| 63 | Saint Croix            | 212               | Amerikaanse Maagdeneilanden | 53.234                   |
| 64 | Yakobi Island          | 212               | Alaska                      | 0                        |
| 65 | Santa Rosa Island      | 209               | Californië                  | 2                        |
| 66 | Raspberry Island       | 200               | Alaska                      | 2                        |
| 67 | Douglas Island         | 199               | Alaska                      | 5.297                    |
| 68 | Dauphin Island         | 194               | Alabama                     | 1.371                    |
| 69 | Santa Catalina Island  | 194               | Californië                  | 3.696                    |